# NEXUS (パチンコチェーン)
NEXUS株式会社（ネクサス）は、群馬県高崎市に本社を置き、パチンコホールを中心にフィットネスクラブ、フェンシングクラブ、飲食、温浴施設、インターネットカフェなどを運営する企業。

## 概要
群馬県の片品運送株式会社（後の株式会社カタウン）のアミューズメント部門として、1995年7月に群馬県沼田市にて1号店を出店。
2004年に株式会社カタウンより分社する形でNEXUS株式会社を設立。2024年で設立20周年を迎えた。

## 事業所
- 本社：群馬県高崎市島野町212-1
- 上野オフィス：東京都台東区東上野4丁目1-9（ヤワタ上野ビル2F）
- 汐留オフィス：東京都港区東新橋1丁目9-2（汐留住友ビル14F）

## 事業分野

### アミューズメント事業
「D'STATION」（ディーステーション）及び「Super D'STATION」（スーパーディーステーション）の店名でパチンコホールを展開。「Super D'STATION」は設置台数1000台以上の大型店舗となっている。
2017年11月に福岡県と長崎県でパチンコホール「P-ZONE」を展開していた株式会社パラダイスを買収し九州地区に進出。2021年2月にはパラダイスのパチンコ及び飲食事業を分割しNEXUSが事業を承継。関東地区を中心に60店舗を出店している。
2013年から南明奈、2020年から林紗久羅をイメージキャラクターに起用。
2019年6月、NEXUSの群馬県内の某店で許可なく釘の調整が行われたとして、県公安委員会は風俗営業等の規制及び業務の適正化等に関する法律（風営法）に基づき該当店舗を4カ月の営業停止処分とした。

### フィットネス事業
フィットネスクラブ「SPORESH」を運営。群馬県内に2店舗。また、2022年には運営していた「HOTEL NEXUS DOOR TOKYO」の跡地にソロフィットネス＆サウナの「Majesty」を開業したが2023年9月に閉館した。

### 飲食店事業
D'STATION / Super D'STATION敷地内に設置する食堂「ごはん＆カフェ Moment」「かちどき食堂」「矢中食堂」（かつてはフジオフードシステムが運営していた「まいどおおきに食堂」のフランチャイズ、2016年11月に新ブランドに変更して独立）「矢中家」を運営する。

### ホテル事業
2017年11月、東京都港区西新橋に「HOTEL NEXUS DOOR TOKYO」を開店した。同ホテルの特徴として、宿泊者全員が利用できる「絆ラウンジ」があり、アルコールを含むフリードリンクサービスが提供される。現在は閉業し、前述の「Majesty」になった。

### 温浴事業
群馬県太田市で『天然温泉 湯楽部』を運営。カプセルホテルを備えた日帰り温泉。

### インターネットカフェ・カラオケ事業
群馬県太田市でインターネットカフェ及びカラオケ店の「ZIMA」、本格的なレーシングシミュレータ「130Rレーシングシミュレータ」を導入したレースシミュレーション施設「D'STATION RACERS」を運営している。

### スポーツ事業
2019年4月1日、東京都練馬区向山に『NEXUSフェンシングクラブ東京』をオープン。2023年7月7日、宮城県仙台市宮城野区に『NEXUSフェンシングクラブ仙台』をオープン。

## スポーツへの取り組み

### フェンシング
2009年、「NEXUSフェンシングチーム」を創設。2012年のロンドン五輪男子フルーレ団体に出場した所属選手の千田健太と淡路卓が銀メダルを獲得した。また2021年の東京五輪男子エペ団体に出場した所属選手の見延和靖が金メダルを獲得した。代表の星野敏が若い頃は国体選手として、全日本選手権を優勝するほどのフェンシングの腕前の持ち主であり、オリンピック出場を目指したこともあったため、その振興のためにチームを創設したという経緯がある。見延和靖には1億円の報奨金が代表の星野より贈られた。2024年のパリ五輪では、所属選手である男子フルーレ団体金メダルの敷根崇裕と永野雄大に1億円、男子エペ団体銀メダルの見延和靖に5000万円が贈呈された。

### その他
地元のスポーツチームである群馬グリフィン・レーシングチーム（ロードレース）、以前はザスパクサツ群馬（サッカー）、群馬ダイヤモンドペガサス（野球）、群馬クレインサンダーズ（バスケットボール）の支援も行っていた。

## 関連会社
- NEXUSホールディングス株式会社（経営管理、不動産賃貸）
- 株式会社スタジオAip（広告制作、企画、宣伝、販促）
- 株式会社ステッチ（広告制作、企画、宣伝、販促）
- 株式会社カタウン（運輸、運送、土木、配線加工、清掃）
- 株式会社東京フェンシング商会（フェンシング備品、輸入、販売、修理）